# Джироламо Джовінаццо
Джироламо Джовінаццо (італ. Girolamo Giovinazzo; нар. 10 вересня 1968, Рим, Італія) — італійський дзюдоїст, срібний призер Олімпійських ігор 1996 року, бронзовий призер Олімпійських ігор 2000 року, чемпіон Європи.

## Біографія
Джироламо Джовінаццо народився 10 вересня 1968 року в Римі.
Першого вагомого успіху добився у 1994 році, коли зумів стати чемпіоном Європи. Наступного року на чемпіонаті Європи знову став призером змагань, ставши бронзовим медалістом. Представив Італію на Олімпійських іграх 1996 року. Там здобув перемоги над Георгієм Вазагашвілі, Франком Чамбіллі, Рікардо Акуньєю та Ріхардом Траутманом, вийшовши у фінал, де поступився японському дзюдоїсту Тадахіро Номурі, ставши срібним призером.
Протягом наступного олімпійському циклу трічі ставав призером чемпіонатів Європи, зокрема у новій для себе ваговій категорії (до 66 кг). У цій ваговій категорії Джовінаццо виступив і на Олімпійських іграх у Сіднеї. Виступ на цьому турнірі спортсмен почав із трьох перемог: над Мелвіном Мендесом, Енріко Гімараєшем та Георгієм Вазагашвілі. У півфіналі поступився французу Лабрі Бенбудауду, але сутичку за бронзову медаль у іранця Араша Мірасмаелі спортсмен виграв, ставши бронзовим медалістом.

## Виступи на Олімпіадах
| Олімпіада    | Дисципліна | Місце |
| ------------ | ---------- | ----- |
| Атланта 1996 | до 60 кг   | 2     |
| Сідней 2000  | до 66 кг   | 3     |